# جريازيف شيبونوف جي.إس.إتش-23
الجريازيف شيبونوف جي.إس.إتش-23 (روسية:Грьязев-Шипанов ГШ-23) هو مدفع طائرة سوفييتي مزدوج المواسير عيار 23 مم. صمم المدفع ليستخدم في الطائرات الحربية بشكل أساسي. دخل الخدمة عام 1965 وحل محل المدفع القديم نودلمان-ريختر إن.أر-23.
يعمل الجي.إس.إتش-23 بنظرية مدفع «جاست» وهي تقنية طورها المهندس الألماني «كارل جاست» في عام 1916. وهو سلاح بماسورتين تعمل فيه ميكانيكية الماسورة الثانية بعمل الماسورة الأولى. يعطي هذا السلاح معدل إطلاق نار أعلى بكثير من سلاح ذو ماسورة واحدة فقط إلا انها لا يستطيع أن يضاهي معدل إطلاق النار لمدفع جاتلينج مثل المدفع الأمريكي إم-61 فولكان. لم يكن مبدأ مدفع جاست منتشرا في الغرب إلا أنها شهد تطبيقا واسعا على عدة أسلحة في الإتحاد السوفييتي.
كان للمدفع نموذجين، ال GSh-23 والأكثر شهرة GSh-23L. وجه الاختلاف الرئيسي بينهما هو أن إضافة مكبح فوهة مما يضعف من قوة الارتداد. كان هذا المدفع هو الأساسي في طرازات الميج-21 المتاخرة (bis/SMT/MF/M). كل طرازات الميج-23.

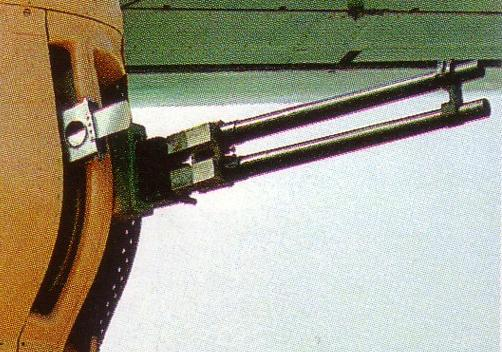
مدقع جريازيف-شيبونوف-23 كما يظهر من طائرة اليوشن إل-102.

كما استخدم للدفاع عن خلفية القاذفات مثل التوبوليف تو-22 وبعض الطرازات المتأخرة من التوبوليف تو-95. في هذا الاستخدام كان لدى المدفع القدرة النادرة على إطلاق رقاقات تشتيت تحت حمراء ويهذه الطريقة عمل كسلاح وفي نفس الوقت كوسيلة دفاعية للصواريخ. كما وضع المدفع في المروحية ميل-24. كما استخدم في طائرات الشحن، تحديدا الإليوشن إل-76 وصممت الطائرة لتقبل تركيب الجي.إس.إتش-23 L في برج الطائرة الخلفي.
استطاعت بعض طائرات الجيل الثاني من الميج-21 أن تحمل المدفع في جندول تحت جسم الطائرة، فحملت المدفع و 200 طلقة. استبدلت طريقة التركيب هذه في الموديلات التالية. كما وجدت عدة طريق أخرى لتثبيت المدفع على نقاط ثابتة خارجية لاستخدامه في القتال الجوي. استخدمت هذه الطريقة بشكل أساسي في السو-17/-20/-22